# 赫伯特·迪斯
赫伯特·迪斯（德語：Herbert Diess，1958年10月24日—）是一位德裔奥地利企業高管，赫伯特·迪斯曾在博世、宝马汽车、大眾集團等公司任職。

## 生平
迪斯生於慕尼黑。1977年，他在慕尼黑应用技术大学主修车辆技术；1978年至1983年，迪斯在慕尼黑工业大学学习机械工程，1987年获得装配自动化博士学位。1989年，迪斯加入博世。1990年，迪斯出任博世西班牙Treto工厂技术总监，1993年出任总经理。1996年，迪斯加入宝马集团，期間历任宝马英国伯明翰及牛津工厂厂长、宝马摩托车业务主管、宝马集团董事会成员主管采购和供应商网络、宝马技术研发主管等职务。2007年，迪斯成为宝马集团董事会成员，負責采购和供应商网络业务。迪斯任職寶馬期間為寶馬削減了不少開支。
2015年，迪斯出任大眾汽車首席執行官。迪斯因在大众集团汽车舞弊事件中的表现受到認可，於2018年被提拔为大众集团CEO，同时仍兼任大众汽车CEO。期間大众汽车宣布全球范围内裁员3万人，其中德国就裁員2.3万人。雖然迪斯通過裁員等手段帮助大众汽车削減了37亿欧元的开支，但裁员引发大众汽车工会的不满。迪斯還推動大众汽车進行电气化改革，讓大众汽车朝智能电动化转型。
在2022年俄罗斯入侵乌克兰後，迪斯呼吁欧盟應該与俄罗斯达成和平协议以及恢复俄歐雙邊贸易，他認為只有這樣才有確保欧盟的商业利益不受傷害。 
2022年9月1日，迪斯卸任大众集团管理委员会主席兼首席执行官。